# Sabel Moffett
Sabel Ruth Moffett Sabin (12 novembre 1987) è una pallavolista statunitense.
Gioca nel ruolo di centrale nel Neuchâtel.

## Carriera

### Club
La carriera pallavolistica di Sabel Moffett inizia nei tornei scolastici californiani, giocando per la Chaparral HS di Temecula. Successivamente gioca a livello universitario, entrando a far parte della Northwestern, impegnata nella NCAA Division I, militandovi dal 2006 al 2010, saltando tuttavia la prima annata.
Nella stagione 2011-12 firma il suo primo contratto professionistico in Svizzera, ingaggiata dal Köniz, club della Lega Nazionale A col quale gioca per tre annate; durante questo periodo ha una breve parentesi in Spagna, giocando i play-off di Superliga Femenina de Voleibol nel campionato 2012-13 e vincendo lo scudetto con l'Haro.
Nel campionato 2014-15 approda in Perù, dove difende i colori del San Martín nella Liga Nacional Superior de Voleibol, aggiudicandosi lo scudetto e venendo premiata come miglior muro e miglior centrale del torneo. Nel campionato seguente torna nella massima divisione svizzera, questa volta ingaggiata dal Düdingen, club nel quale milita per quattro annate, vincendo la Supercoppa svizzera 2015.
Nella stagione 2019-20 si accasa con un'altra formazione elvetica, ossia il Neuchâtel.

## Palmarès

### Club
- Campionato spagnolo: 1

2012-13
- Campionato peruviano: 1

2014-15
- Supercoppa svizzera: 1

2015

### Premi individuali
- 2010 - All-America Second Team
- 2015 - Liga Nacional Superior de Voleibol: Miglior muro
- 2015 - Liga Nacional Superior de Voleibol: Miglior centrale